# Paul Échard
Pour les articles homonymes, voir Échard.
Paul Échard, né en 1886 et mort à une date inconnue, est un rameur français.

## Carrière
Paul Échard, membre de la Société nautique de la Basse-Seine, participe aux Jeux olympiques intercalaires de 1906 à Athènes. Il y remporte la médaille d'argent en quatre avec barreur.